# Dysstroma melaina
Dysstroma melaina là một loài bướm đêm trong họ Geometridae.